# ريتشارد شيريف
الفريق الأول السير ألكسندر ريتشارد ديفيد شيريف (بالإنجليزية: Sir Alexander Richard David Shirreff)‏ (من مواليد 1955) ضابط متقاعد من الجيش البريطاني. من مارس 2011 إلى مارس 2014 شغل منصب نائب القائد الأعلى للقوات المتحالفة في أوروبا.

## النشأة والحياة الشخصية
ولد في كينيا وتلقى تعليمه في مدرسة أوندل وكلية إكستر في أكسفورد وقد تم تعيينه في حرس الملك الرابع عشر / العشرين كملازم ثاني تحت الاختبار (كلية جامعية) في 3 سبتمبر 1976. تم تأكيد تعيينه كملازم ثاني تحت المراقبة وكملازم ثاني (الأقدمية في 1 فبراير 1974) في 18 يونيو 1977 ورقي إلى ملازم في نفس التاريخ (الأقدمية من 1 فبراير 1976).

## المسيرة العسكرية
تمت ترقية شيريف إلى نقيب في 1 أغسطس 1980 ثم إلى رائد في 30 سبتمبر 1987. بعد المشاركة في الخدمة النشطة خلال حرب الخليج الثانية في عام 1991 تمت ترقية شيريف إلى مقدم في 30 يونيو 1992 وعين قائدا لحرس الملك الملكي في عام 1994. نشر مع فوجه إلى أيرلندا الشمالية في عام 1995 وأثنت الملكة على خدمته القيمة. تمت ترقيته إلى عقيد لخطط الجيش في وزارة الدفاع في 30 يونيو من العام التالي ورقي إلى عميد في 30 يونيو 1998. تم تعيينه قائد اللواء المدرع 7 الذي تم نشره في كوسوفو وكان قائدا لآمر الإمبراطورية البريطانية في أبريل 2001 تقديرا لخدمته.
تمت ترقيته إلى لواء في 9 مايو 2003 وأصبح رئيس الأركان في قيادة الأرض وفي عام 2005 أصبح ضابطا عاما بقيادة الفرقة الميكانيكية الثالثة (المملكة المتحدة) التي نشرت كقسم متعدد الجنسيات في جنوب شرق العراق في يوليو 2006. في يناير 2007 تم تعيينه قائد فيلق رد الفعل السريع للحلفاء وتم ترقيته إلى فريق في 13 ديسمبر من ذلك العام. منح شيريف لقب فارس في عام 2010 ضمن تكريمات السنة الجديدة.
في 11 يناير 2010 قدم شيريف أدلة على تحقيق العراق. في 4 مارس 2011 أصبح نائبا للقائد الأعلى للقوات المتحالفة في أوروبا وتم ترقيته إلى فريق أول. تقاعد من هذا المنصب في مارس 2014.
شيريف حاليا العقيد الفخري لفيلق تدريب الضباط في جامعة أكسفورد كما أنه عقيد فخري في رويال ويزيكس يومانري من عام 2005 إلى عام 2015.

## ما بعد المسيرة العسكرية
شيريف عضو المجلس الاستشاري في منظمة الأمن غير الربحية جيندفورس التي تهدف إلى مكافحة ومنع أعمال العنف الجنسي والجنساني في حالات النزاع وما بعد الصراع.
في عام 2016 نشر شيريف كتابا بعنوان 2017: الحرب مع روسيا: تحذير عاجل من القيادة العسكرية العليا. يشير إلى أن روسيا بإمكانها غزو دول البلطيق بسهولة وأن الحرب بين روسيا والحلف الأطلسي ستكون ممكنة ويدعي أن وزير الخارجية السابق فيليب هاموند حاول محاكمته عسكريا عندما تحدث عن تخفيضات الدفاع البريطانية.